# ウォーターラインシリーズ

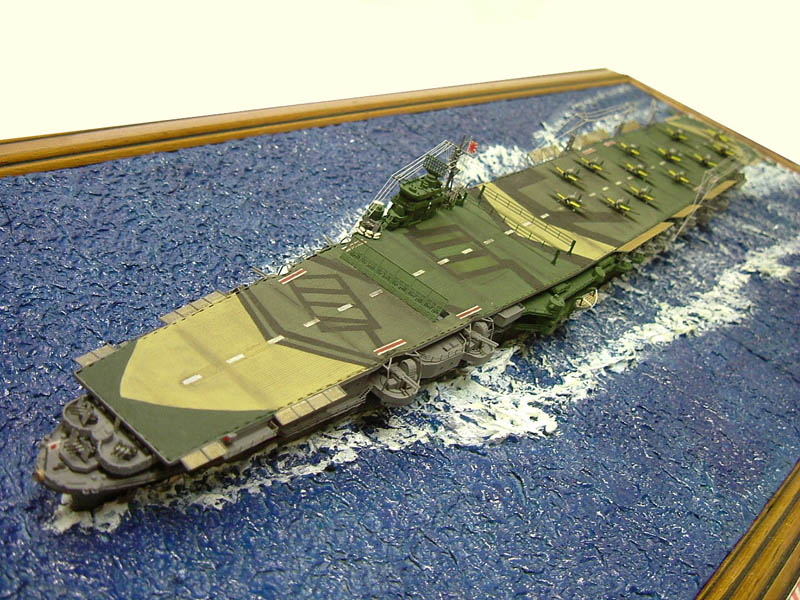
空母瑞鶴の洋上航走ジオラマ

ウォーターラインシリーズ (WATER LINE SERIES) は、艦船の喫水線から上のみを700分の1スケールで模型化した、プラモデルシリーズの一つ。静岡模型教材協同組合に属するタミヤ、青島文化教材社（アオシマ）、ハセガワの3社が分担して開発を行っている。

## 概要

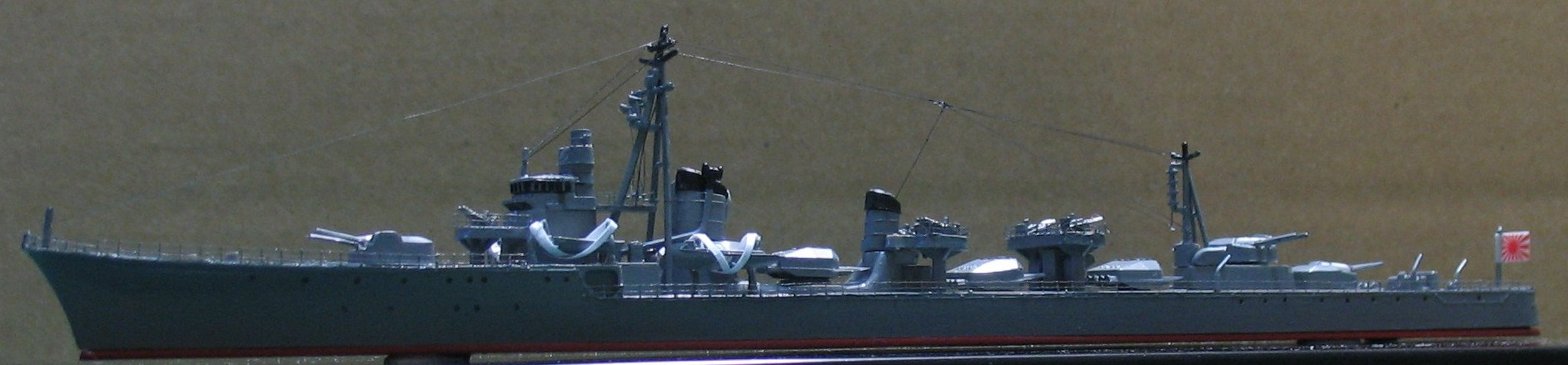
駆逐艦島風のウォーターラインシリーズ模型

ウォーターラインとは喫水線の事である。シリーズ名が示すように、艦船の喫水線より下を省略し、水面より上のみをプラモデル化しており、水面に浮かんでいる姿を手軽に再現できるのが特徴である。1971年の発足当初は第二次世界大戦時の日本海軍艦艇をプラモデル化する事で始められ、後に外国艦艇や客船も発売されるようになった。
シリーズ開始当時、艦船模型には国際的な標準スケールは存在せず、本シリーズの充実によって1/700が事実上の国際標準スケールとなった。以降、国内外で同スケールの艦船モデルが多数発売されている。
小さいことから企画開始時には比較的安価な価格帯で、1971–72年当時の価格は駆逐艦は100円、重巡は250円、戦艦・空母は400–600円であったが、オイルショック後の1980年代中盤から後半には駆逐艦・潜水艦・輸送艦は250円、巡洋艦は500円、護衛空母・客船は650円、戦艦・空母は750円となっていた。その後、原材料の高騰などにより価格はさらに上昇しており、2013年現在では駆逐艦で1000円前後、空母などでは3000円台になる商品もある。
後述のように歴史の長いシリーズであり、開発時期によって仕様にかなり差がある。たとえば、No.201赤城（1971年）とNo.227赤城（2014年）は開発時期に40年以上の隔たりがあり、内容は大きく異なっている。企画開始時には各部のディティールも抑え気味で「安価なコレクションモデル」といった趣であったが、2010年頃の新規金型商品は部品点数も多く、専用エッチングパーツなども別売されるなど「精密模型」と呼べる内容になっている。
下は小学校高学年から、上は社会人や高齢者の趣味として利用され、また実史に基くジオラマ作成にも用いられ、博物館などに収められているものも見られる。

## 歴史
田宮模型（現タミヤ）社長の田宮俊作が提案し、静岡に本社があり静岡模型教材協同組合に属する青島文化教材社、田宮模型、長谷川製作所、フジミ模型の4社の合同企画として1971年にスタートした。シリーズ開始にあたり、各社が製品化を担当する艦はくじ引きで公平に決められた。ただし大和型戦艦に関しては、提案者特権でタミヤが担当したことを暗に匂わせる発言を田宮俊作がしている。
1971年に始まったシリーズは、重巡を皮切りに、戦艦、空母、駆逐艦、軽巡、潜水艦と旧日本海軍艦艇の製品化を積極的に進め、1973年には駆逐艦以上については改装空母と軽巡の一部を除き、太平洋戦争に参加した殆どのタイプの製品化を終えたため、1974年に外国艦へと移行した。しかし、外国艦は期待したほどの売り上げを上げられず、米、英、独の主要な戦艦と空母を製品化したのみで、1976年ごろにはシリーズは事実上の休止状態となった。
1979年5月の静岡プラスチックモデル見本市では、シリーズの再出発を図るべくタミヤから空母ミッドウェイ、特設潜水母艦靖国丸、一等／二等輸送艦、ハセガワから原子力空母エンタープライズ、工作艦明石、病院船氷川丸、フジミから原子力空母ニミッツ、給糧艦伊良湖、軽巡大淀、アオシマから空母キエフ／ミンスク、潜水母艦長鯨／迅鯨、水上機母艦千歳／千代田等、現用空母と補助艦艇を中心とした多くの艦が企画中として公表された。しかし、実際に発売されたのはその半数程度であり、この計画は尻すぼみに終わった。1980年代に入ると、前半には散発的に10点ほどの新製品が発売されたが、後半には全く新製品は発売されなくなった。
1992年にフジミ模型が静岡模型教材協同組合から脱退し、自社担当分のキットもウォーターラインから引き揚げてシーウェイモデルシリーズという名称に変更した。残る3社はフジミ担当分の欠落を補う目的で新製品の発売を再開し、旧製品についても新たに開発した兵装等の共通部品をセットしてリニューアルを行った。フジミ担当分のリメイクは概ね好評を以て迎えられ、潜在需要を掘り起こす結果を生み、フジミ分の補完が一段落した後も、初期に発売された自社製品のリメイクや海上自衛隊艦艇などの発売を続けている。
2000年代後半以降は、タミヤとハセガワの製品開発が低調になる中、アオシマはシーウェイモデルシリーズやピットロードのスカイウェーブシリーズに対抗する形で、リメイクやリテイクを含めた新製品開発を活発に行うなど、本シリーズのけん引役となっている。2010年代には間宮のように、艦船擬人化ブラウザゲーム『艦隊これくしょん -艦これ-』を追い風にして製品化に踏み切るケースも見られる。
2023年にはタミヤから、2017年発売の駆逐艦島風以来の製品となる護衛艦もがみが発売された。

### 派生商品
『艦これ』仕様（発売元：アオシマ）
2013年より一部の艦について、『艦隊これくしょん -艦これ-』に登場する「艦娘」を描いたパッケージを使用し、艦娘のカードやシール、エッチングプレートなどを追加したバージョンがアオシマから発売されている。入っている艦はその艦娘の元ネタであり、艦によってはタミヤ製、ハセガワ製の場合もあるが、あくまでアオシマ製品の扱いであり、パッケージには問い合わせ先がアオシマである旨の注意書きがある。なお、アオシマ以外の製造メーカーもパッケージにコラボ製品と銘打って明記されている。元来アオシマ製のものについては専用デザインのパッケージとなっているのに対し、他2社の製品を流用したものはウォーターラインシリーズのそれを専用スリーブに入れたのみで、横から見ると艦これロゴステッカーが追加された以外は通常商品そのままの外見である。
なお、あきつ丸と速吸は当初から艦これ仕様として制作されたため、完全新規制作となっている。